# Industria musicale

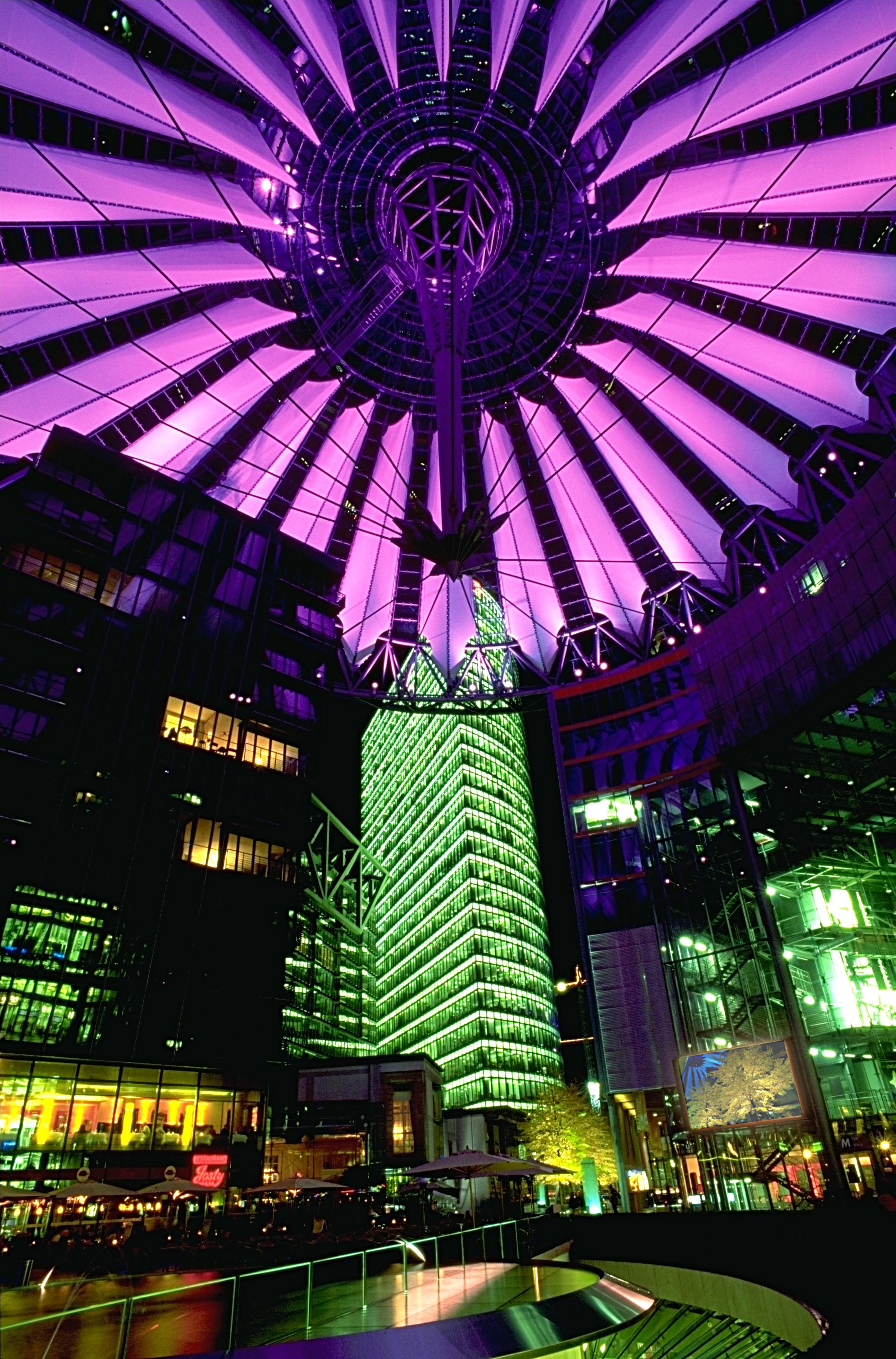
Il Sony Center presso la Potsdamer Platz a Berlino

L'industria musicale è costituita dalla rete di case di produzione discografica, dalle piattaforme virtuali per la divulgazione / promozione / recensione, dalle riviste musicali, dai portali di download a pagamento, dalla rete di distribuzione e da tutto ciò che contribuisce a creare musica destinata alla commercializzazione e divulgazione.

## Descrizione
È in buona parte controllata dalle cosiddette major, ossia dalle etichette maggiori. Iniziò il suo sviluppo inteso nel senso moderno intorno al 1880, quando vennero inventati il fonografo ed il grammofono, con i relativi supporti musicali. I veri e propri accenni ad un mercato discografico imponente si hanno dal secondo dopoguerra, quando cominciano a diffondersi a macchia d'olio jukebox e impianti domestici.
Negli anni settanta, le sopracitate major, costituite da una "casta" di sole 7 aziende (CBS, Capitol, Mca, PolyGram, Rca, A&M, Warner) controllavano il 90% del mercato, a discapito delle aziende più piccole o locali. Situazione che è cambiata poco, infatti, dopo diverse fusioni, acquisizioni, unioni e joint-venture, le major sono diventate le seguenti: WMG, Sony, BMG, Virgin ed Universal.
Sono aumentate altresì le etichette musicali indipendenti, create per dare voce a generi di nicchia, sottogeneri, artisti locali o emergenti (business che comunque non supera il 20% del mercato mondiale) e profitti che, data la situazione discografica attuale, sono sempre in calo (infatti dalla seconda metà degli anni 2000 alcune etichetti indipendenti, anche italiane, hanno dovuto chiudere o fondersi con altre compagnie per sopravvivere).
In Italia le etichette indipendenti e le altre aziende che partecipano alla discografia italiana sono rappresentate dalla FIMI (Federazione industria musicale italiana) e sono più di un centinaio.

## Le figure dell'industria musicale
Il cuore dell'industria musicale è il musicista, colui che mette il proprio nome e la propria faccia sui prodotti; tuttavia è fondamentale per un musicista avere una squadra che lo aiuti nelle fasi di incisione, performance e promozione.
- Manager: si occupa delle strategie produttive e comunicative, e del posizionamento (stile musicale, immagine, produzione artistica); lavora spesso a commissione e incassa fino al 25% dei contratti ed ingaggi dell'artista che rappresenta.
- Assistente personale: svolge compiti pratici e quotidiani spesso di natura logistica ed in alcuni casi può coincidere col manager.
- Legale: si occupa della questione finanziaria ed è una figura esterna alla struttura, scelta spesso dal manager.
- Ufficio stampa: può appartenere ad una struttura esterna (ed essere quindi personale) o essere un comparto della casa discografica, e si occupa della comunicazione dell'artista per brevi o lunghi periodi, mediando con i mezzi di comunicazione.

Questa squadra si ritrova in sala di incisione dell'etichetta discografica insieme a musicisti, arrangiatori, fonici, produttore discografico, produttore artistico e produttore esecutivo, al fine di creare il prodotto finale pronto per le fasi successive.

## Rapporto tra major ed etichette indipendenti
Le etichette indipendenti hanno quasi sempre individuato filoni di consumo che di lì a poco sarebbero esplosi sul mercato delle major, con la differenza che riescono a dare possibilità all'artista di sviluppare le proprie competenze, capacità, i propri talenti in una crescita naturale, senza pressioni contrattuali delle etichette più importanti. Se da un lato molte etichette indipendenti possono sembrare delle piccole major, dato che (ad oggi) molte possiedono tutti i comparti dell'industria musicale, c'è una grande propensione da parte delle major a sfruttare le intuizioni delle indies per poi far valere la loro superiorità economica al momento di lanciare artisti promettenti.
È molto frequente anche che un'etichetta indipendente si appoggi ad una major, cedendo una percentuale dei ricavi del prodotto, in assenza di budget per la costruzione di un comparto di lavoro destinato alla distribuzione.